# Basilios Bessarion

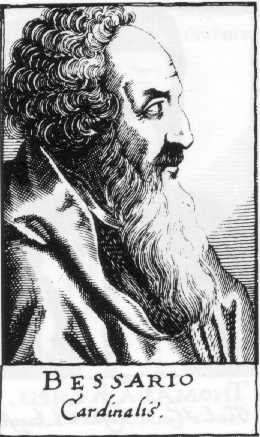
Basilios Bessarion

Basilios (of Basilius) Bessarion (Grieks: Βασίλειος Βησσαρίων) (Trebizonde, 2 januari 1403 – Ravenna, 18 november 1472) is een laat-Byzantijns geleerde en kerkvorst die aanvankelijk orthodox aartsbisschop van Nicea was.
Hij wordt ten onrechte ook aangeduid als Johannes Bessarion, ten gevolge van een verkeerde interpretatie van Gregorius III Mamme, een rooms-katholieke kardinaal en titulair Latijns Patriarch van Constantinopel.
Na zijn deelname aan het Herenigingsconcilie van Ferrara en Florence (van 1438 tot 1445) vestigde hij zich blijvend in Italië, waar hij tot de Rooms-Katholieke Kerk overging en het tot kardinaal-diaken bracht.
Hij maakte de Italiaanse geleerden beter bekend met de Griekse wetenschap, onder meer door het vervaardigen van Latijnse vertalingen van Griekse auteurs, en werd zo een leidinggevende figuur in de ontwikkeling van het westerse Humanisme. Dankzij de toegang die kardinaal Bessarion bood tot de manuscripten in Byzantium, werd binnen anderhalve eeuw het klassieke spectrum van Griekse natuurkennis in zijn volle breedte hersteld. Bessarion werd benoemd tot archimandriet van de Abdijstaat Santissimo Salvatore in Sicilië.

## Werk

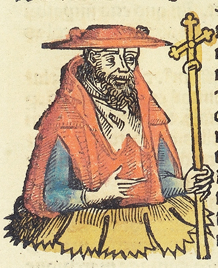
Bessarion, houtsnede uit de kroniek van Neurenberg.

Bessarion was een van de grootste geleerden van zijn tijd. Naast zijn vertalingen van Aristoteles' Metafysica en Xenophons Memorabilia, is zijn belangrijkste werk, In Calumniatorem Platonis (Tegen de kwaadspreker van Plato), een verhandeling gericht tegen George van Trebizonde, een felle Aristoteliaan die een polemiek tegen Plato had geschreven. Hoewel Bessarion een platonist was nam hij toch enige afstand van Georgios Gemistos Plethon. Hij probeerde de twee filosofieën met elkaar in overeenstemming te brengen. Door het benadrukken van de relatie van het platonisme met de belangrijkste religieuze kwesties droeg Bessarion in belangrijke mate bij aan de uitbreiding van het speculatieve denken in de theologie.
Bessarion roemde zijn geboortestad Trebizonde (het huidige Trabzon); volgens hem was het de enige stad in het oosten waar de intellectuele traditie voortleefde. Omdat de stad ooit door Mileziers was gesticht en Milete zelf een kolonie van Athene werd geacht, zag Bessarion zichzelf en andere inwoners van Trebizonde als Atheners.
Zijn bibliotheek bevatte een zeer uitgebreide verzameling van Griekse manuscripten. Enige jaren voor zijn dood bood hij deze verzameling in 1468 aan de Senaat van Venetië aan. Het vormt de kern van de huidige Biblioteca Marciana te Venetië.
De meeste van Bessarions werken worden genoemd in Migne, Patrologia Graeca, deel. 161.

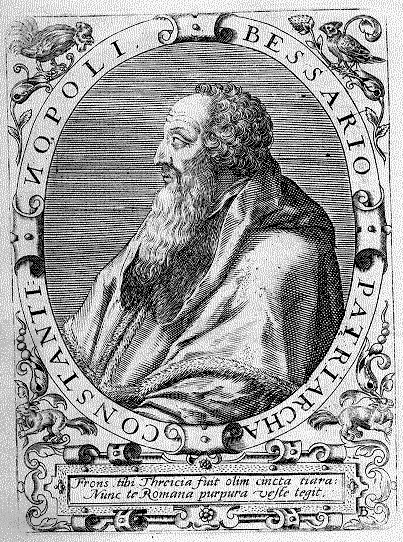
Basilios Bessarion

- Bibsys: 90946286
- Biblioteca Nacional de España: XX856331
- Bibliothèque nationale de France: cb12319756w (data)
- Catàleg d'autoritats de noms i títols de Catalunya: 981058519949906706
- CiNii: DA04590959
- Gemeinsame Normdatei: 118662554
- International Standard Name Identifier: 0000 0004 5379 1723
- Library of Congress Control Number: n80056917
- Nationale Bibliotheek van Letland: 000307890
- Mathematics Genealogy Project: 131561
- Nationale Bibliotheek van Tsjechië: skuk0001678
- Nationale bibliotheek van Australië: 35691689
- Nationale Bibliotheek van Israël: 987007305742905171
- Nationale Bibliotheek van Polen: a0000001209132
- Nationale en Universitaire bibliotheek Zagreb: 000138087
- Nederlandse Thesaurus van Auteursnamen: 07281506X
- Réseau des bibliothèques de Suisse occidentale: 02-A000019335
- Istituto Centrale per il Catalogo Unico: SBLV020058
- LIBRIS: 178180
- SNAC: w6rw0cvc
- Système universitaire de documentation: 067013600
- Trove: 1044609
- Union List of Artist Names: 500314346
- Virtual International Authority File: 100183781